# 5e régiment royal de chars

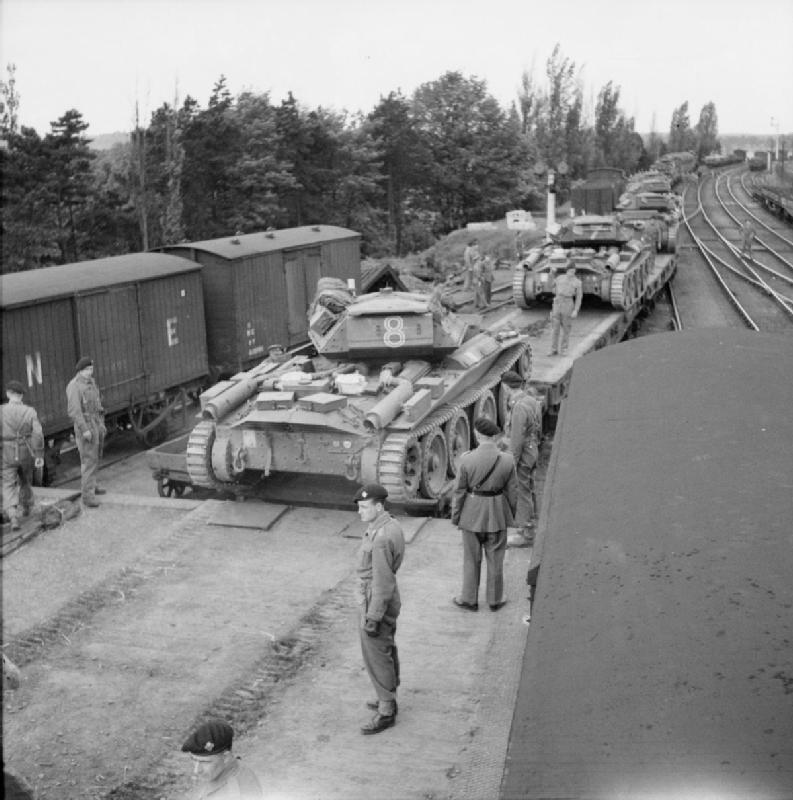
Chars Covenanter du 5e RTR lors d'un entraînement à Norfolk au Royaume-Uni en mai 1942.

Le 5e régiment royal de chars britannique (en anglais 5th Royal Tank Regiment) est un régiment blindé de la British Army (armée de terre britannique), qui combattit au cours des deux conflits mondiaux.